# Germanes Carmelites Missioneres
Les Germanes Carmelites Missioneres són un institut religiós femení de dret pontifici, concretament una congregació religiosa, les germanes de la qual posposen al seu nom les sigles C.M.
No s'han de confondre amb les Carmelites Missioneres Teresianes, provinents de la mateixa congregació fundada per Palau i Quer, ni amb les Carmelites Missioneres de Santa Teresa, fundades a Mèxic el 1903.

## Història

### Orígens
La congregació va néixer com una escissió de les Carmelites Descalces Terciàries que havia fundat Francesc Palau i Quer (1811-1872), en 1860, com a orde tercer de l'Orde dels Carmelites Descalços. Palau era llavors exiliat a Ciutadella de Menorca, acusat de causar aldarulls per les seves predicacions, de tendència carlina. En el retir, Palau va pensar a donar vida a una congregació femenina que, vinculada a l'espiritualitat contemplativa de les carmelites descalces, es dediqués a l'apostolat actiu. Amb l'ajut de Joana Gratias Fabré, a qui havia conegut a l'exili a França, va fundar la congregació. Entre els primers col·laboradors hi va haver la seva neboda, després canonitzada, Teresa Jornet i Ibars, que fundaria les Germanetes dels Ancians Desemparats.

### Escissió
Després de la mort del fundador en 1872, Joana Gratias va manifestar el seu desacord amb la marxa de l'institut que, segons deia, se separava de les línies directrius que havia concebut Francesc Palau. Finalment, el 1878 va protagonitzar l'escissió que va donar lloc a una comunitat independent a la fundació de Santa Maria de Vallcarca, en Barcelona. Així, les Carmelites Descalces Terciàries es van dividir en dues branques, que es van establir a Barcelona (les Carmelites Missioneres, conegudes llavors com a Carmelites Tercàries Descalces de Barcelona) i a Tarragona (les Carmelites Missioneres Teresianes, i que no arribarien a Barcelona fins al 1916). A partir de llavors, tot i compartir la història i el carisma, van continuar amb trajectòries separades. Entre 1925 i 1929 van reunir-se però la unió no va tenir continuïtat.
Les Carmelites Missioneres es van expandir bàsicament per Barcelona i rodalia i, en menor grau, per la resta de Catalunya. Posteriorment, ja consolidada la separació, s'expandiren per la resta d'Espanya i va obrir cases a Europa i altres continents, afegint als seus objectius l'apostolat missioner.
El 8 d'octubre de 1906 l'institut va ser agregat a l'Orde del Carmel Descalç (es va renovar el 28 de març de 1911). Les constitucions van ser aprovades ad experimentum el 3 de desembre de 1907 i definitivament el 20 de maig de 1917.

### Trajectòria posterior a 1872
La primera comunitat es considera la del barri de Vallcarca (1862), encara que la congregació encara no s'havia separat; fins a la seva desaparició el 1885, va ser la casa mare de la congregació. Un cop separada, la vida de la congregació va ser molt precària, i no fou fins a 1879 que començà la seva expansió. Pel seu objectiu fonamentalment assistencial, totes les seves cases obertes foren enclavades en barris modestos i combinant tasques d'ensenyament i sanitàries: Gràcia (1879), Barri Gòtic (1883), Sants (1909?) i un asil de cegues a Sant Gervasi (1901). Posteriorment, també van tenir algunes cases dedicades únicament a la sanitat, com l'Institut Frenopàtic de Les Corts).
L'activitat lligada prioritàriament a sectors socials inferiors causà que les seves cases tinguessin força dificultats per sobreviure. Amb el temps van anar abandonant la duplicitat d'usos, i totes les escoles van abandonar les tasques sanitàries per concentrar-se en l'educació.
Entre els anys 1922 i 2007 un grup de Germanes Carmelites Missioneres va atendre els seminaristes i formadors del Seminari Conciliar de Barcelona. Finalment, la Congregació va haver de deixar el Seminari a causa de la manca de vocacions.

## Activitats i difusió
Les germanes es dediquen a l'ensenyament a joves i a l'assistència a la gent gran i els malalts, tasques que combinava a la majoria de les seves fundacions, tot i que amb el temps els centres s'especialitzaren en una de les dues activitats. A més, l'activitat missionera i d'apostolat, especialment entre els pobres i necessitats.
Avui són presenta a 39 estats arreu del món. Al final del 2005, eren 1.786 religioses en 269 cases.